# Очки

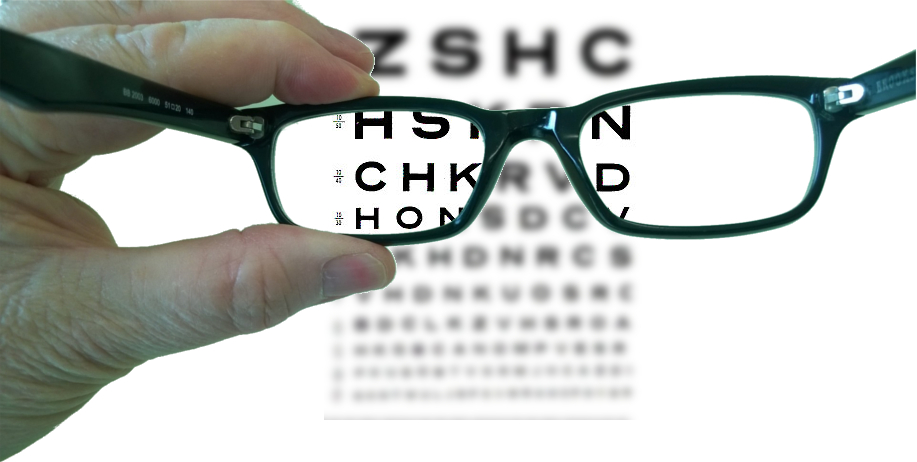
Очки для коррекции близорукости

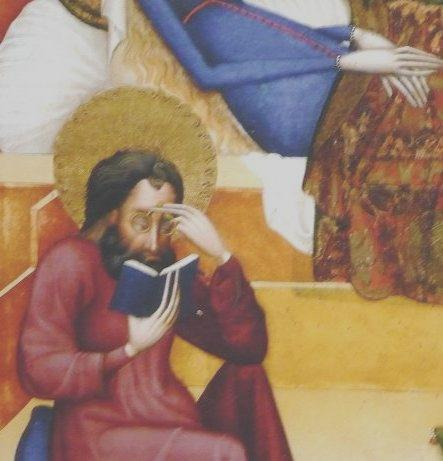
Сидящий апостол держит линзы в положении для чтения. Деталь из Смерть Богородицы мастер из Хайлигенкройца, (Центр Гетти)

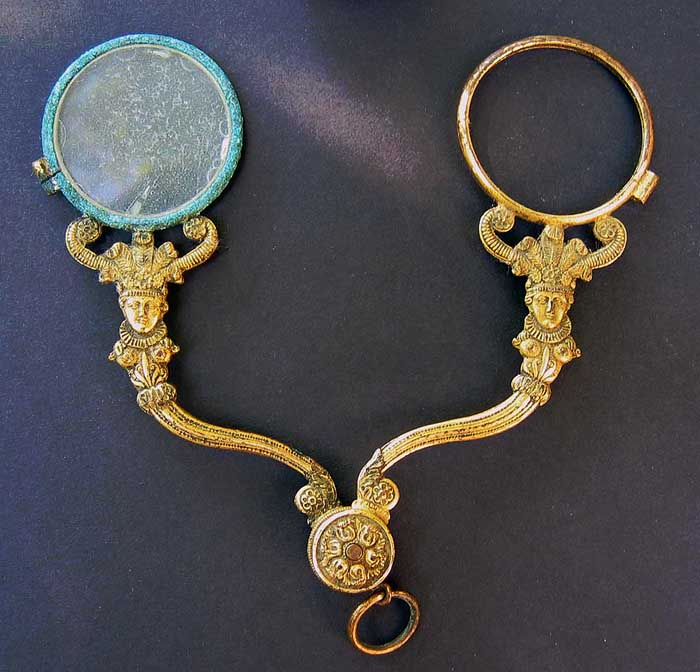
Очки-ножницы времён Французской империи (без одной линзы),

Очки́ — самый распространённый из оптических приборов, предназначенный для коррекции человеческого зрения при оптических несовершенствах глаза либо для защиты глаз от различных вредных воздействий.
Очки состоят из линз, стеклянных или пластиковых, удерживаемых оправой, с прикреплёнными к ней дужками. Изредка вместо дужек, которые закрепляются за ушами, используется лента или ремешок, охватывающий голову.

## Составные части очков
1. Рамка оправы
2. «Мост» оправы
3. Линза
4. Заушник или дужка
5. Носоупор

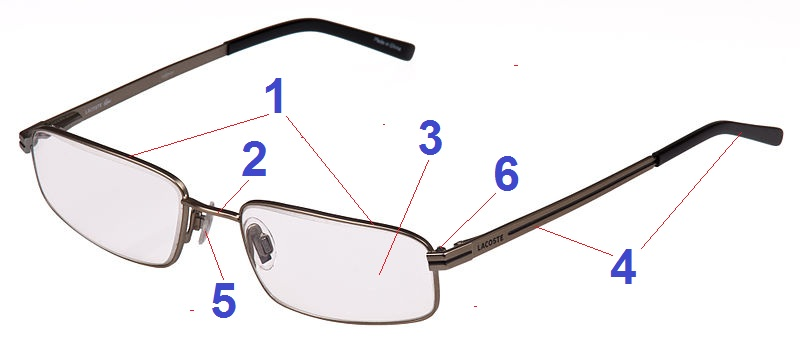

6. Замок или шарнир (гибкий пружинный шарнир имеет название «флекс»).

## История очков

### Солнцезащитные очки

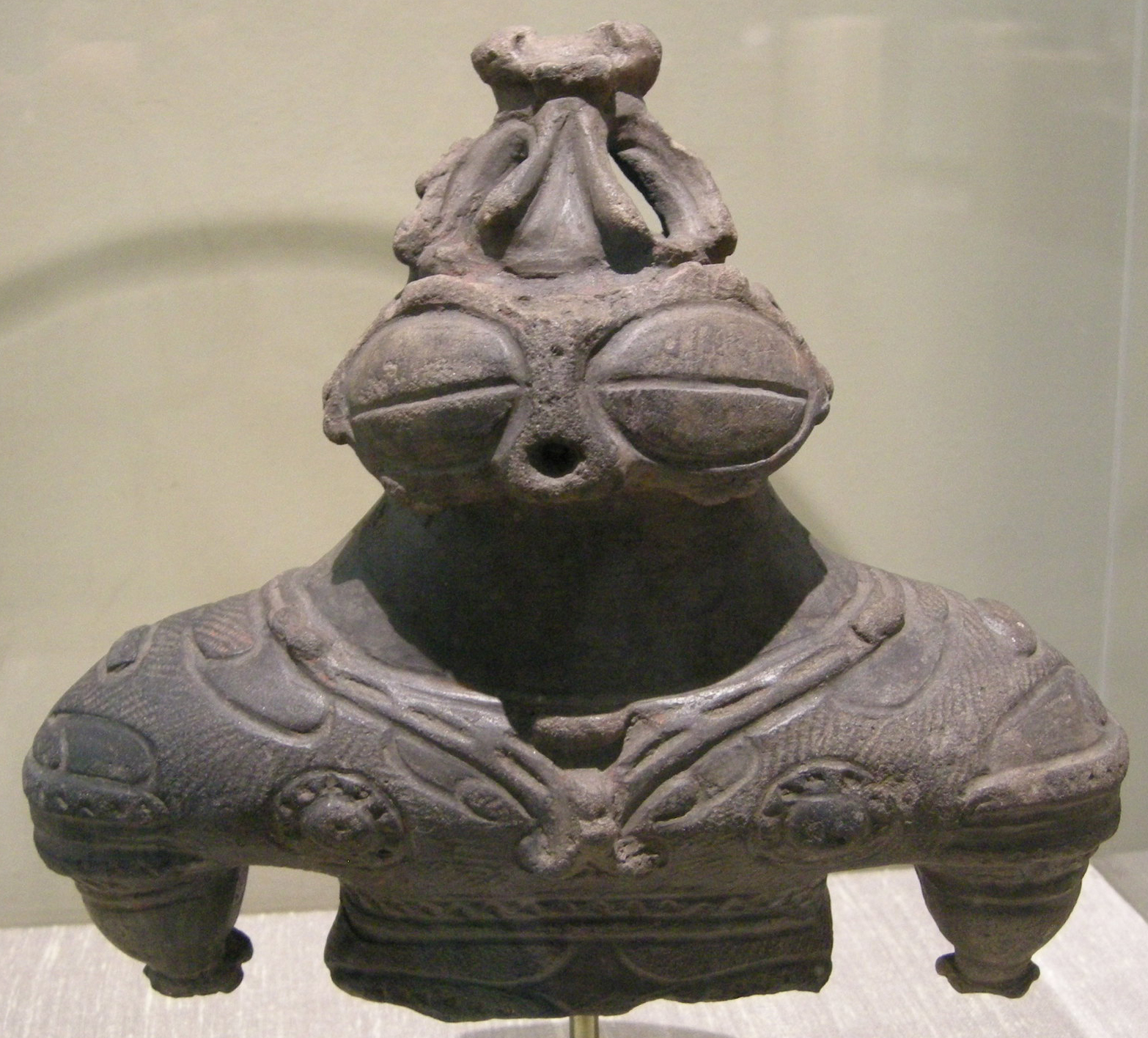
Культовая фигурка догу японской неолитической культуры Дзёмон

Первые очки для защиты глаз от солнечного света изготавливали жители Крайнего Севера, Азии и Америки. Их очки представляли собой кости животных или куски древесной коры с узкими прорезями для глаз.
Прототипы солнцезащитных очков появились в Китае в XII веке — судьи использовали пластины дымчатого кварца для того, чтобы свидетели не видели выражение их глаз.

### Очки для чтения

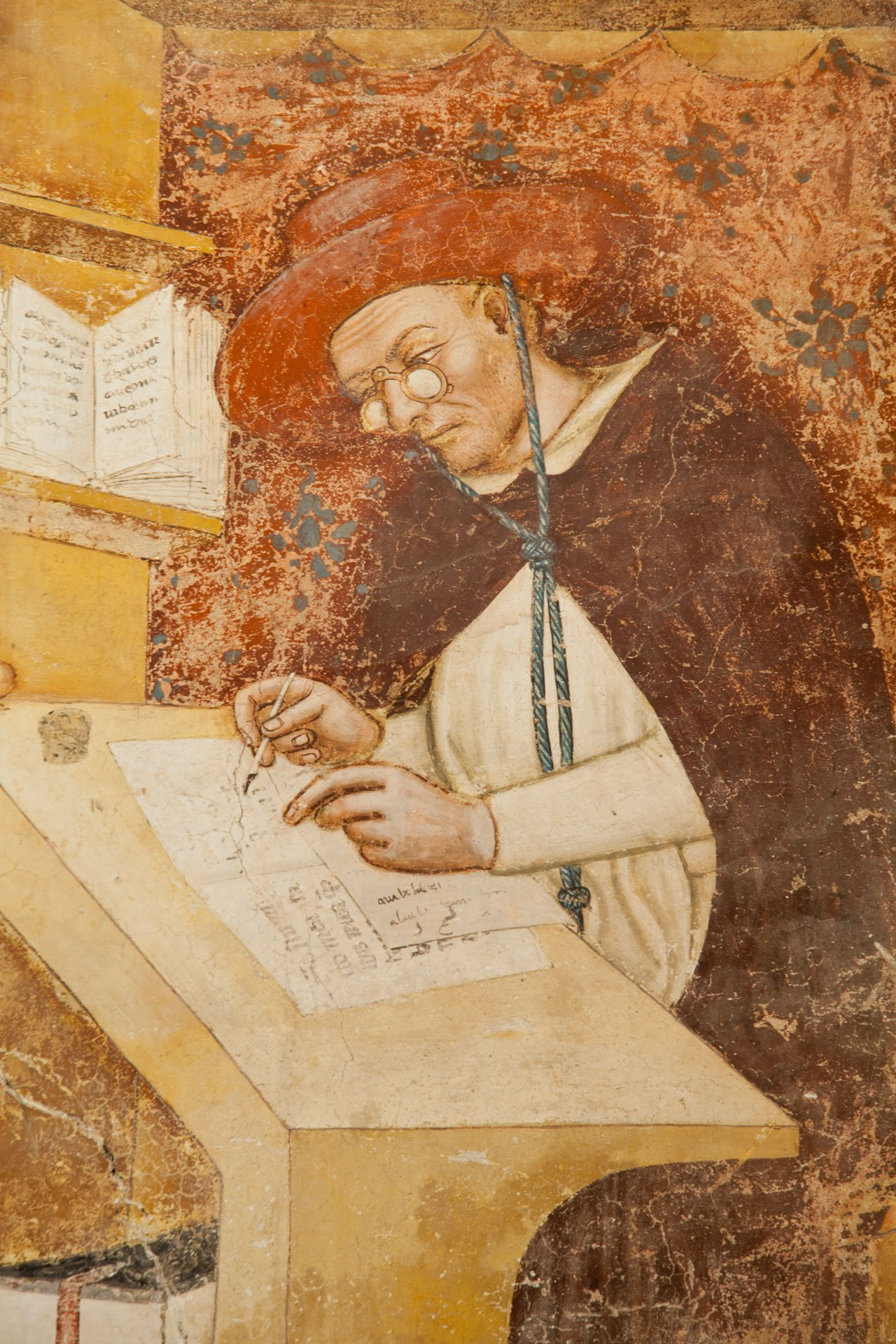
Фрагмент фрески Томмазо да Модена из церкви Тревизо, 1352 г. (Пенсне)

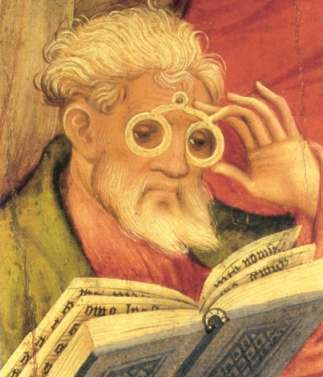
Очки Апостола Конрада фон Зоста (1403) (очки-ножницы)

До появления очков в качестве приборов, улучшающих зрение, использовались отдельные полированные кристаллы или куски стекла для одного глаза. В гробнице египетского фараона Тутанхамона обнаружены были два тончайших спила изумруда, соединённых бронзовыми пластинками в виде оправы. При раскопках древней Трои и городов Минойской цивилизации найдены линзы из горного хрусталя, возможно, использовавшиеся для коррекции зрения. Ограненные похожим образом кристаллы, получившие название «линз Нимрода», обнаружены в 1850 году при раскопках в Ниневии и датируются временами Ашшурбанипала, прославившегося, как известно, своей библиотекой. Диаметр этих линз, хранящихся в Британском музее, составляет 0,5 дюйма, и толщина — 0,9 дюйма. Одна из их сторон имеет плоскую поверхность, тогда как другая сторона выглядит выпуклой. Фокус её составляет 4,5 дюйма от плоской стороны.

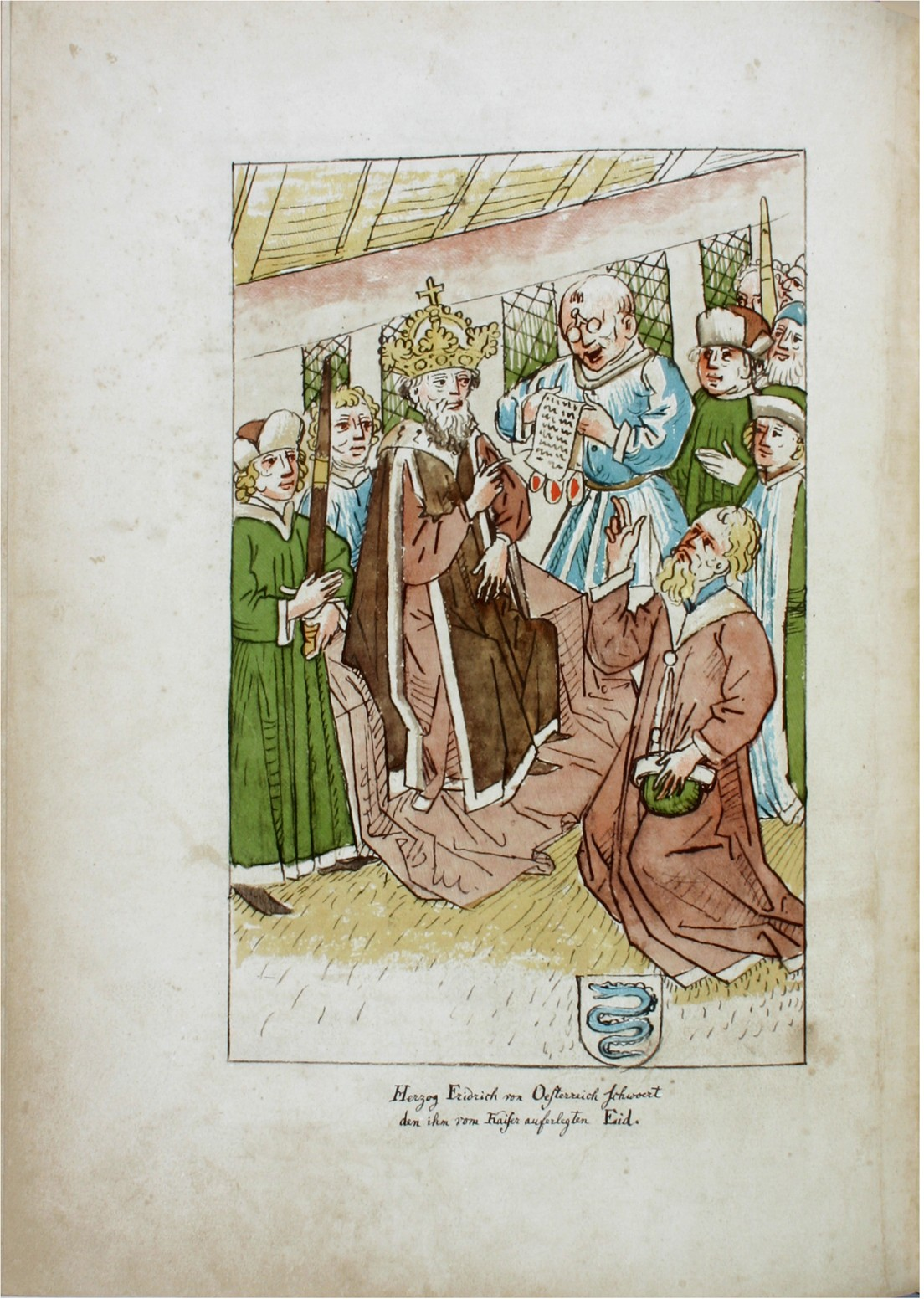
Объявление опалы герцогу Фридриху Австрийскому. Миниатюра из «Хроники Констанцского собора» Ульриха фон Рихенталя 1464 г.

Согласно Плинию Старшему и Светонию, своеобразным моноклем из полированного изумруда пользовался в I веке н. э. римский император Нерон, однако истинное назначение и точная конструкция этого приспособления неизвестна. Существует мнение, что подобные кристаллы использовались исключительно для защиты от солнца. Средневековый арабский поэт с острова Сицилия Ибн Хамдис (1055—1132) красочно описывает некое устройство, улучшающие зрение, однако имеются ли в виду позднейшие очки, не совсем ясно. Линзы, применявшиеся для коррекции зрения, описываются уже в сочинении арабского математика, физика и астронома Ибн аль-Хайсама (965—1039) «Китаб аль-Маназир», или «Книга оптики». Знакомый с латинским переводом этого трактата английский ученый Роджер Бэкон (1214—1294) писал: «Этот инструмент полезен пожилым людям и людям со слабым зрением, поскольку он позволяет им видеть любую букву, какой бы маленькой она ни была».
В современном своём виде очки были изобретены, по-видимому, в XIII веке в Италии. Предполагаемым годом их изобретения считается примерно 1290-й, среди возможных изобретателей называется Алессандро делла Спина, хотя документальных подтверждений этим данным нет. В течение длительного времени изобретателем очков считался Сальвино дельи Армати, но позднейшие исследования опровергли эту гипотезу как мистификацию XVII века.

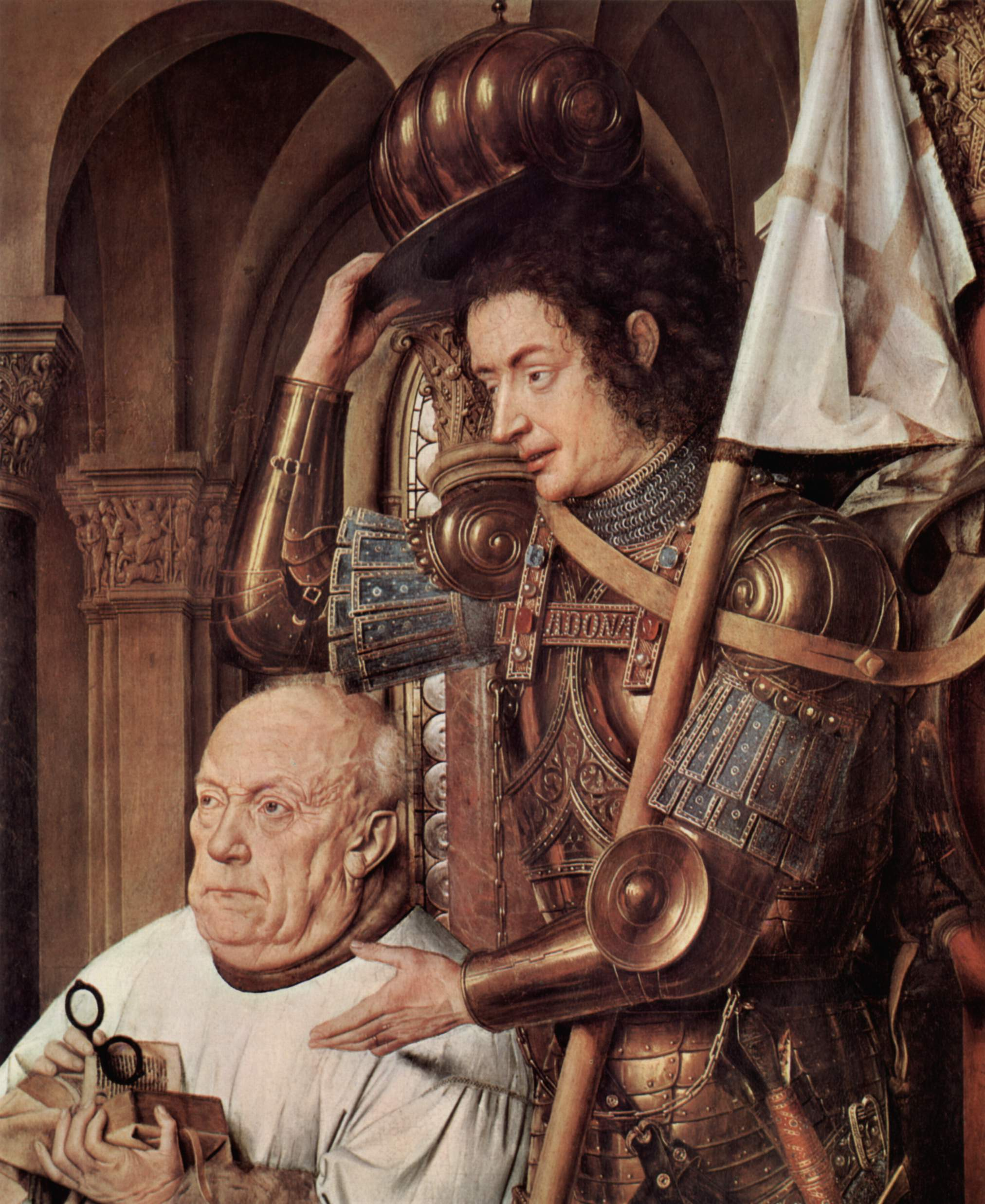
Фрагмент картины Ван Эйка «Мадонна каноника ван дер Пале», 1436 г. Муниципальная художественная галерея, Брюгге

23 февраля 1305 года во Флоренции богослов, доминиканец Джордано да Ривалто упоминал в проповеди:
Не прошло и 20 лет с тех пор, как было открыто искусство изготовления очков, призванных улучшить зрение. Это одно из самых лучших и необходимых искусств в мире. Как мало времени прошло с тех пор, как было изобретено новое, никогда не существовавшее искусство. Я видел человека, первым создавшего очки, и я беседовал с ним.
Первое изображение очков содержится на фреске церкви Тревизо (Италия), созданной в 1352 году монахом Томмазо да Модена. Франческо Петрарка в старости пользовался очками, линзы в которых изготовлены были из кристаллов берилла.
Первая попытка определить авторство изобретения очков была сделана Карло Роберто Дати (1619—1676) из Флоренции с помощью Франческо Реди в работе «Очки, являются ли они изобретением древности или нет?», приписавший изобретение Алессандро Спина (? — 1313), монаху и учёному из Пизы. При этом предполагалось, что даже если очки были изобретены ранее неизвестным мастером, то поскольку Спина самостоятельно и только лишь по общему описанию воссоздал метод изготовления очков, слава изобретателя по праву принадлежит ему. Позднее исследователи выяснили, что Дати и Реди ради поддержания авторитета их товарища Галилео Галилея сознательно исказили источники ради проталкивания идеи о легитимности признания изобретателем того, кто воссоздал изобретение на основе общего описания. Это было ими сделано в то время, когда шли споры о первенстве в изобретении телескопа.
Начиная с 1300 года, в уставах гильдии венецианских стекольщиков часто упоминаются зрительные линзы и рекомендуется уничтожать подделки хрусталя из бесцветного стекла, что свидетельствует о быстром вхождении очков в моду в Венеции.
Существует ложная версия о китайском происхождении очков, основанная на датированной 1240 годом книге «Разъяснение загадочных вещей», в которой написано: «Когда старые люди чувствуют головокружение и их зрение портится, они надевают на глаза аи-таи и способны сосредоточиться, так как очертания букв приобретают чёткость». Позднейшие исследования показали, что эта фраза попала в текст книги в XV веке.

### XVI век

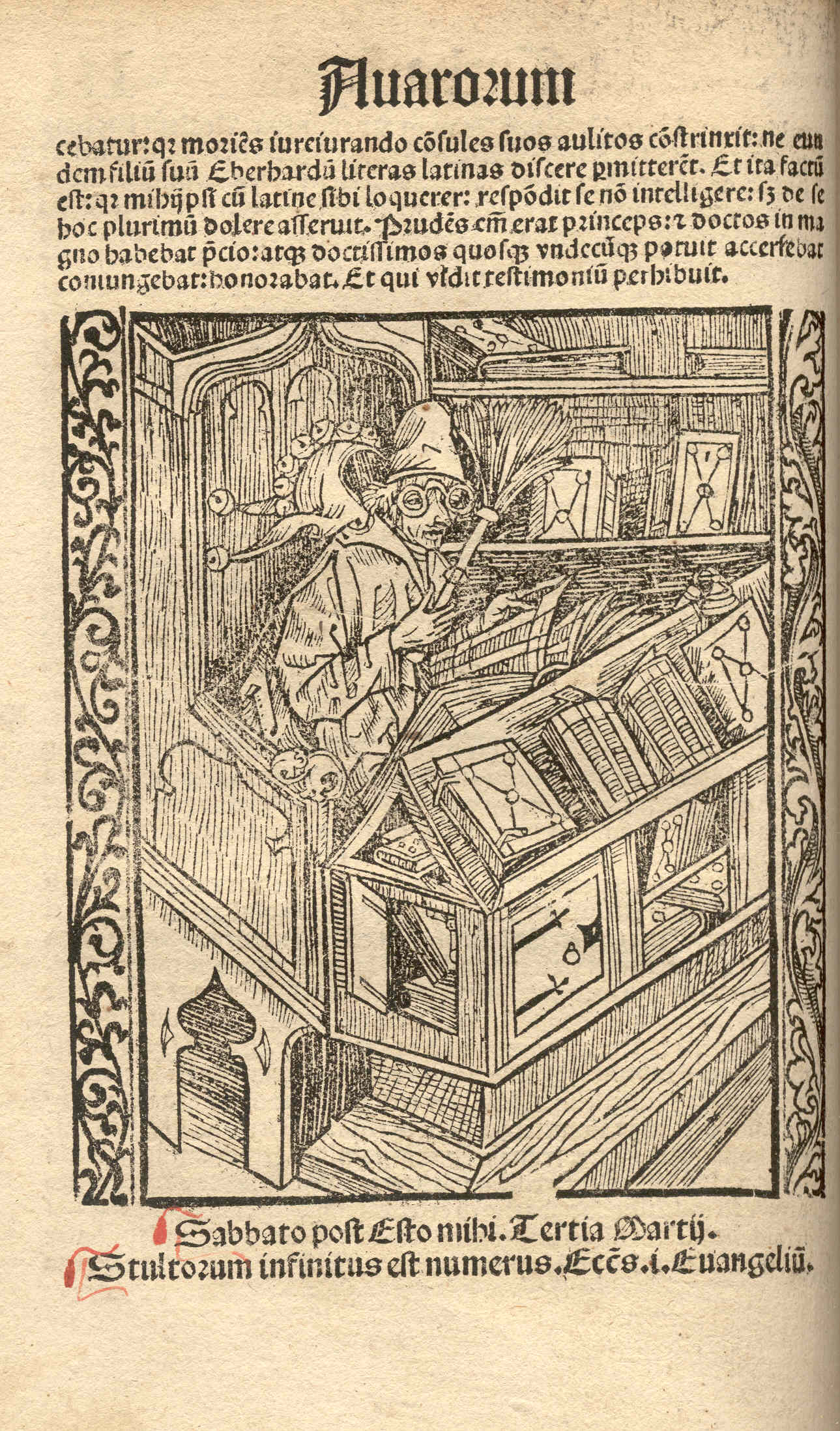
Гравюра из издания «Navicula sive speculum fatuorum» Иоганна Гейлера фон Кайзерберга 1510 г.

До XVI века пользовались очками только дальнозоркие, потом появились очки с вогнутыми стёклами для близоруких. Менялась также форма и манера носить очки.
В Китае очки стали известны предположительно во времена Империи Мин (1368—1644), о чём может свидетельствовать отрывок, включённый в это время в книгу философа Чао Цзи Ку (XIII век) «Разъяснение загадочных вещей» (первые экземпляры книги относятся к 1240 году). В Китай очки попали из Европы через арабских и персидских купцов. Это можно предположить из летописи китайского двора (примерно 1410 г.), где упоминается, что король Малакки (королевство на Малайзийском полуострове, активно посещаемое арабами и персами) преподнёс в дар императору десять очков.
Китайцы могут претендовать на первенство в изобретении дымчатых очков, изготовлявшихся из дымчатого кварца. Такие очки носили судьи, чтобы скрывать своё отношение к приговору во время его оглашения при дворе. Упоминаются Лю Чи в «Записях о часах досуга» (XII в.).

### XVII век
В XVII веке очками пользовался царь Алексей Михайлович, они были в серебряной оправе с линзами с диоптриями.

### XVIII век
Лондонский оптик Эдвард Скарлетт в начале XVIII века добавил к очкам дужки.
Первую промышленную партию (около 200 000) солнцезащитных очков современного типа заказал Наполеон для Египетской экспедиции 1798—1801 годов. Он обязал каждого солдата носить затемнённые очки. Во время экспедиции были выявлены нарушители этого распоряжения, глаза которых были поражены катарактой[уточнить] и другими болезнями, вызванными непривычно ярким для «европейских» глаз светом.
Появились различные конструкции — монокль, пенсне, лорнет.
Бенджамин Франклин изобрёл бифокальные линзы (1784), которые в верхней части предназначены для дали, а в нижней — для работы вблизи.
Известны случая изготовления специализированных очков для работников определённых профессий (так, австриец Л. Цаунер изобрёл очки для кондитеров с нанесённой на стёкла оптической сеткой — позволяющие нарезать торты на нужное количество одинаковых частей).

## Современные очки
Очками со специальными линзами пользуются, когда параметры зрения отклоняются от нормы, независимо от того, относится ли отклонение к форме глазного яблока и преломляющих поверхностей, к преломляющей силе оптических сред, к изменению мышечной системы (косоглазие) или к изменению плотности и эластичности хрусталика и проч. Смотря по характеру этих уклонений, назначаются очки сферические (обыкновенные, перископические, франклиновские), цилиндрические, сфероцилиндрические, призматические, стенопические и цветные.
Современным продолжением развития бифокальных линз стали прогрессивные и офисные линзы — у них переход диоптрий заложен внутри линзы, внешняя поверхность остаётся гладкой, обеспечивая эстетический внешний вид очков.

### Очки из пластика (органическое стекло)
Современные технологии позволяют производить полимерные линзы, с высокой степенью точности подобранные под свойства глаза (до 0,1 D), а также сфероцилиндрические линзы для астигматического глаза (раньше, при вытачивании и полировке стеклянных линз выбор сочетаний сфера-цилиндр был очень ограничен, линзы были дорогие и тяжёлые).
Линза из минерального стекла как правило, тверже и прочнее линзы из органического стекла, но пластиковые линзы могут применяться с упрочняющими покрытиями. Пластиковые линзы больше подходят для нанесения многослойных покрытий с различными, в том числе осветляющими свойствами.
Пластиковые линзы могут быть асферическими линзами, обеспечивающими четкое зрение по периферии линзы за счёт устранения призматических эффектов, образуемых по её краям.
Кроме того, современные компьютерные технологии представляют линзы с поточечным расчётом диоптрий по всей поверхности линз, с учётом естественного движения глаза. Это сделано в целях снижения утомляемости глаз, повышения эффективности очковой коррекции посредством достижения наилучшей остроты зрения на всех участках линз.

### Очки-«хамелеоны»
Очки-«хамелеоны» — разновидность очков, в которых используются фотохромные линзы, позволяющие менять окраску (вызывать потемнение) стекла при воздействии на него ультрафиолетового излучения. Этим объясняется отсутствие потемнения «хамелеонов» в остеклённых помещениях, так как силикатное стекло практически не пропускает ультрафиолет.

### Покрытие линзы
Точность изображения зависит и от качества просветляющего покрытия, нанесённого на линзу. Просветляющее покрытие видно, если покрутить линзу под углом — можно обнаружить разноцветный остаточный рефлекс. Оно обеспечивает более четкое цветоразличение, увеличивает светопропускание (до 99 %), а также убирает блики, отражённые от гладкой поверхности линзы. Кроме просветления, покрытие обеспечивает линзе защиту от повреждений и загрязнений.
Основной промышленный стандарт для проверки абразивоустойчивости линз с покрытием — Тест Байера (Bayer Test). В закрытую ёмкость помещают образец линзы с покрытием. Далее, её наполняют стандартным песком (500 грамм) и применяют поступательные вибрации вправо-влево 600 раз — пытаясь максимально поцарапать испытательный образец. Затем линзу достают и измеряют полученные повреждения. Результаты оцениваются по шкале Байера и записываются в виде значений коэффициента Байера, или чисел Байера. Чем выше этот коэффициент, тем более устойчива линза к царапинам и механическому истиранию.

### Степени аномалий
Степень или сила миопии оценивается дробью 1/Rm и обозначается буквой М = 1/Rm; чем больше Rm, то есть чем более удалён punctum remootum(дальнейшая точка ясного зрения), тем слабее миопия, и при R равному бесконечности глаз считают нормальным. Миопию нейтрализуют сферически-вогнутым стеклом, которого оптическая сила — 1/Rm; если расстояние Rm в метрах, то дробь получает наименование диоптрии. Напр., для стекла с показателем преломления 1,53, для средних лучей при R = 18 дюймов, сила стекла 1/18 = 2,25D (диоптрий). Степень гиперметропии оценивается тоже дробью — 1/Rh и чем больше Rh, тем ниже степень гиперметропии. Её также можно исправить или нейтрализовать сферическим выпуклым собирательным оптическим стеклом (+), которого сила = +1/Rh. Принято называть низшими степенями гиперметропии и миопии все степени до 1/12, то есть до 3,25 D. Средними — от 1/12 до 1/6, то есть 3,25D — 6,5D и сильными аномалиями — всё степени больше 1/6 или 6,5 D.
Не все сферические стёкла в одинаковой мере годятся для очков. Плосковыпуклые стёкла непригодны для очков. Самые выгодные в оптическом отношении — вогнуто-выпуклые собирательные и рассеивающие («+» и «−» мениски), так как эти стёкла, будучи обращены к глазу вогнутой стороной, обладают наименьшей сферической аберрацией. За такими очками, названными Вульстеном (Wollaston) перископическими, глаза свободно могут двигаться без вреда для ясности зрения.
Существуют также асферические линзы, обеспечивающие четкое зрение по периферии линзы за счёт устранения призматических эффектов, образуемых по её краям.
Кроме того, современные компьютерные технологии представляют линзы с поточечным расчётом диоптрий по всей поверхности линз, с учётом естественного движения глаза. Это сделано в целях снижения утомляемости глаз, повышения эффективности очковой коррекции посредством достижения наилучшей остроты зрения на всех участках линз.

### Нумерация очковых стёкол
С давних пор нумерация очковых стёкол велась по радиусу кривизны поверхностей и выражалась в дюймах. Но так как средний показатель преломления стекла, из которого приготовляли и приготовляют очковые стёкла = 3/2, точнее 1,53, а толщина стёкол незначительна, то с небольшой погрешностью считали главное фокусное расстояние стекла равным радиусу кривизны. Таким образом под очковыми стёклами +36 и —8 считали собирательные и рассеивательные стёкла, с главными фокусными расстояниями (следовательно с радиусами кривизны) равными 36 дюймов и 8 дюймов. Эта дюймовая нумерация стёкол в 1875 г., по постановлению международного медицинского конгресса в Брюсселе, заменена новой, метрической,  при следующем главном положении: означать номера стёкол по оптической силе стекла = ± 1/f, где f — фокусное расстояние, выраженное в метрах, причём силу стекла с f = 1 м стали называть диоптрией. Таким образом, стёклам с фокусными расстояниями 1/2 м, 1/3 м, 1/4 м должны соответствовать номера 2, 3 и т. д. (по их оптической силе, выраженной в диоптриях). Поэтому в современных наборах очковых стёкол общепринята нумерация в диоптриях, но для перехода от старой дюймовой системы к новой принята в России достаточно приближенная формула DN = 40, где D номер по метрической системе в диоптриях, a N — по дюймовой. Для французских наборов использовались французские дюймы: DN = 36..

### Таблица отношений знаков линз
| Система     | Система    | Система  |
| Метрическая | (n = 1,53) | Дюймовая |
| ----------- | ---------- | -------- |
| D           |            | №        |
| 0,25        | =          | 160      |
| 0,50        | =          | 80       |
| 0,75        | =          | 52       |
| 1,0         | =          | 40       |
| 1,25        | =          | 32       |
| 1,50        | =          | 26       |
| 1,75        | =          | 22       |
| 2,0         | =          | 20       |
| 2,25        | =          | 18       |
| 2,50        | =          | 16       |
| 2,75        | =          | 14       |
| 3,0         | =          | 13       |
| 3,25        | =          | 12       |
| 3,50        | =          | 11       |
| 4,0         | =          | 10       |
| 4,5         | =          | 9        |
| 5,0         | =          | 8        |
| 5,5         | =          | 7        |
| 6,0         | =          | 6,5      |
| 6,5         | =          | 6        |
| 7,0         | =          | 5,5      |
| 8,0         | =          | 5        |
| 9,0         | =          | 4,5      |
| 10,0        | =          | 4        |
| 11,0        | =          | 3,5      |
| 12,0        | =          | 3,25     |
| 13,0        | =          | 3        |
| 14,0        | =          | 2,75     |
| 16,0        | =          | 2,5      |
| 18,0        | =          | 2,25     |
| 20,0        | =          | 2        |

1. ↑  n — показатель преломления стекла, из которого изготовлена линза.

### Подбор очков
При выборе очков пациент помещается на расстоянии 6 м (19 английских футов) или, в советской и российской практике — 5 м, от хорошо освещённой специальной таблицы. Каждый глаз исследуется отдельно. Пациент, начиная сверху, читает буквы каждой строки; последняя из прочитанных строк помечается как острота зрения, найденная у пациента без поправки стёклами. Затем приставляют к глазу слабые (длиннофокусные), а потом более сильные (короткофокусные) двояковыпуклые стёкла и предлагают пациенту ещё раз прочитать последнюю из разобранных им строк. Если это удаётся и он видит так же хорошо, как и простым глазом, или даже лучше, то у него гиперметропия. Для определения степени гиперметропии (Н) приставляют к глазу все более и более сильные стёкла, пока пациент не заметит, что он видит хуже. Сильнейшее выпуклое стекло укажет на степень гиперметропии. Если D стекла 10, то есть сила стекла +10D, то степень гиперметропии — 10 D. Если зрение пациента ухудшается от выпуклых стёкол, то необходимо выяснить, существует ли миопия или эмметропия. С этой целью приставляют к глазу постепенно усиливающиеся вогнутые стёкла; если при этом обнаружится, что зрение заметно улучшается, то имеют дело с миопией. На степень миопии будет указывать слабейшее вогнутое стекло, с которым пациент лучше всего может читать. Если зрение не улучшается и от вогнутых стёкол, то существует ослабление остроты зрения, причину которого должен выяснить врач-офтальмолог. При этом полезно руководствоваться формулой, выражающей зависимость остроты зрения с возрастом.

### Очки при старческой дальнозоркости
Сила аккомодации у различных глаз колеблется в широких пределах. Принято силу аккомодации измерять разностью — 1/A, двух дробей, из которых уменьшаемая дробь есть 1/P, а вычитаемая 1/R, где R > 0 для миопа и R < 0 для гиперметропа, то есть
1/P — 1/R = 1/A;
с возрастом сила аккомодации уменьшается, потому что при продолжительном постоянном положении точки R всё-таки точка Р непрерывно удаляется от глаза. По Дондерсу, для нормальных глаз p.р. и р.r. имеют следующие расстояния до узловой точки глаза.
|    | P     | R     | 1/A    |
| -- | ----- | ----- | ------ |
| 10 | 2",66 | ∞     | 1/2,66 |
| 20 | 3,75  | ∞     | 1/3,75 |
| 25 | 4,44  | ∞     |        |
| 30 | 5,33  | ∞     |        |
| 40 | 8,27  | ∞     | 1/8,27 |
| 50 | 15    | —240" | 1/14   |
| 60 | 48    | —60   | 1/27   |
| 65 | ∞     | —40   | 1/40   |
| 70 | —40   | —26   | 1/74   |
| 75 | —26   | —26   | 0      |

### Причина ослабления аккомодации
Даже у здорового нормального глаза с возрастом, примерно с 7 лет, происходит постепенное изменение физических свойств хрусталика, и это объясняется его уплотнением и уменьшением упругости. В позднейшем возрасте присоединяется к этим изменения хрусталика и атрофия аккомодирующей ресничной мышцы. Подобное ослабление аккомодации — пресбиопия, или старческая дальнозоркость, — издавна вызывала потребность пользоваться двояковыпуклыми, собирательными очками, и потому её ещё недавно не отделяли совершенно, или отделяли недостаточно от гиперметропии, и оба эти состояния глаза называли одним словом: дальнозоркость-пресбиопия. Знаменитый офтальмолог Дондерс установил резко разницу между двумя этими состояниями глаза: аномалией рефракции и ослаблением аккомодации, сохранив слово пресбиопия только для обозначения уменьшения аккомодации и притом такого уменьшения, когда имеется явное расстройство зрения. Началом появления такой пресбиопии в нормальном глазе Дондерс считает тот момент, когда ближайшая точка удаляется более чем на 20 см. Поэтому степень пресбиопии (аналогично со степенью миопии и гиперметропии) Дондерс определяет выражением:
- {\displaystyle \mathrm {Pr} =1/8-1/P};
- Если {\displaystyle P=8''}, то по Дондерсу {\displaystyle \mathrm {Pr} =0};
- Но если {\displaystyle P=16''}, то {\displaystyle \mathrm {Pr} =1/8-1/16=2,50D}.

Для вычисления фокусного расстояния очков из двояковыпуклых стёкол (biconvex) служит формула {\displaystyle 1/B-1/P}, в которой {\displaystyle P} означает расстояние ближайшей точки при наибольшей возможной аккомодации, а {\displaystyle B} — расстояние, на котором было бы желательно иметь ближайшую точку. Например, ближайшая точка находится от глаза на расстоянии 20", а желательно было бы её иметь на расстоянии 10". Этого можно достигнуть с помощью двояковыпуклых стёкол, фокус которых будет на 20", ибо {\displaystyle 1/10-1/20=1/20}. Сила такого стекла 2D, а номер D = 2. Но иногда бывают нужны два рода очков для различных расстояний при частой и быстрой перемене расстояний (у живописцев, учителей); в таком случае при ослабевшей аккомодации удобнее не иметь две пары очков, а употреблять особенные очки; в одной линзе, выточив поверхность одной кривизны, шлифуют занимающую половину линзы поверхность другой кривизны. Иногда линза составлена из двух половинок различной кривизны, сложенных по горизонтальному диаметру.

### Франклиновские очки

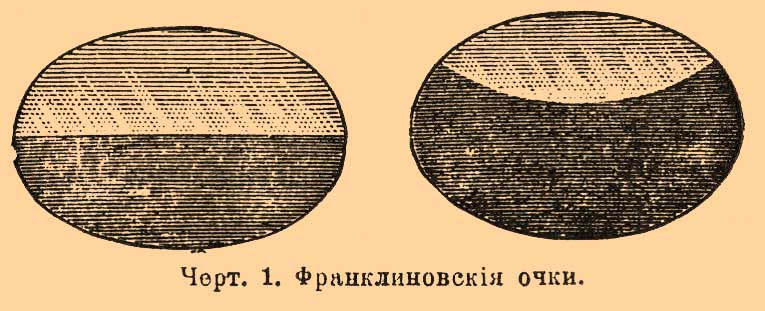
Франклиновские очки

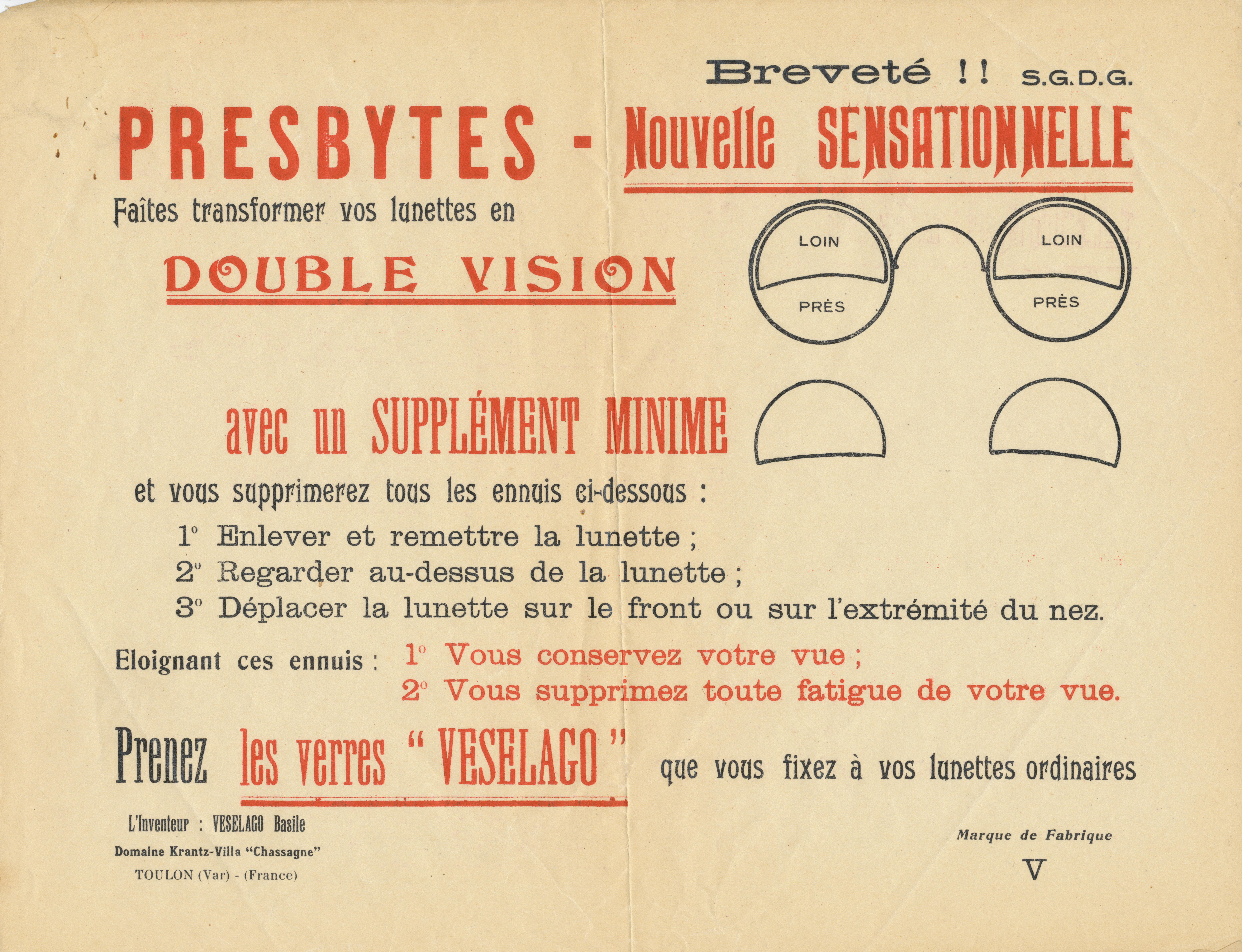
Бифокальные очки доктора Василия Веселаго из Тулона (Франция)

Второе устройство удобнее для глаз. Такие очки называются франклиновскими (бифокальными), а также Verves à double foyer. — Если требуется попеременное частое рассматривание то далеких, то близких предметов, причём рассматривание вдаль не представляет затруднения для глаза, тогда пользуются пантоскопическими очками или двухрамными подъёмными очками.

### Стекло пантоскопических очков

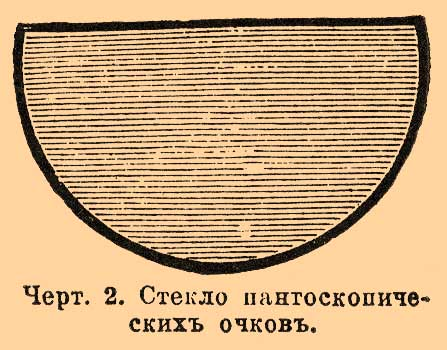
Стекло пантоскопических очков

В верхней их половине стёкла или плоские, или вовсе отсутствуют, а в нижней стёкла соответственного фокуса, для рассматривания вблизи.

### Цилиндрические очки и астигматизм

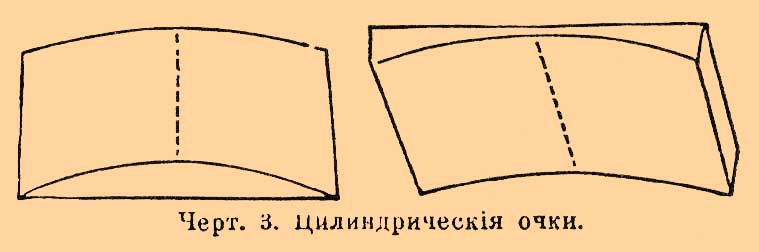
Цилиндрические очки

Цилиндрические О. употребляется в случаях аномалии, известной под именем астигматизма.
Нередко глаз не во всех направлениях симметричен около своей оси (асимметрия роговицы), а поэтому в различных меридианах фокусные расстояния различны, причём в двух меридианах, расположенных взаимно перпендикулярно, фокусное расстояние наибольшее и наименьшее. Эти меридианы называются главными. Такой случай аномалии рефракции называется правильным астигматизмом. Степень его определяется разностью между преломляющей силой в главных меридианах
As = 1/F1 — 1/F2 — 1/F.
Такую аномалию можно нейтрализовать, как доказал впервые в 1830-х годах астроном Эйри, цилиндрическими стёклами, выпуклым или вогнутым. В первом случае ось цилиндра стекла должна совпадать с меридианом, которому соответствует наибольшая рефракция, иначе говоря, наименьшее фокусное расстояние, во втором — ось цилиндра должна быть в главном меридиане, для которого рефракция наименьшая, а, след., f наибольшее. Каждый нормальный глаз до некоторой степени астигматичен — нередко As достигает 1/200 — 1/60. Это физиологический астигматизм, не нарушающий заметно отчётливости зрения. Но астигматизм больше 1/60 ведёт уже к расстройствам зрения. Он-то и требует пособия цилиндрических стёкол. В различных случаях астигматизм может быть смешан с миопией и гиперметропией.

### Сфероцилиндрическое стекло

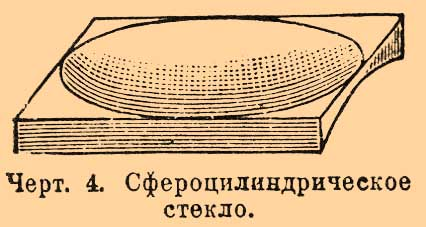
Сфероцилиндрическое стекло

Поэтому цилиндрические очковые стёкла бывают следующих форм: 1) простые цилиндрические стёкла выпуклые и вогнутые с одной плоской и одной цилиндрической или же с 2 цилиндрическими поверхностями с осями параллельными; означаются в практике по своей силе +1/F с (cylindrique); употребляются для исправления астигматизма эмметропного глаза; 2) бицилиндрические с одной выпуклой и одной вогнутой цилиндрическими поверхностями накрест расположенными — обозначаются 1/F1с 1/F2с и сфероцилиндрические означаются
(обе поверхности или выпуклые или вогнутые). Этими формами стёкол поправляют астигматизм, соединённый с миопией и гиперметропией.

### Стеноптические очки
Стенопические очки устраиваются из непрозрачных стёкол с узким прозрачным отверстием в форме полукруга или узкой щели, для ограничения проходящих в глаз лучей света. Они употребляются для улучшения зрения в тех случаях, когда лишь одна часть диоптрического аппарата глаз является прозрачной, для того, чтобы воспрепятствовать рассеянию световых лучей, проходящих сквозь непрозрачные части роговицы, а также с целью задержать проникновение в глаз избытка лучей.

### Призматические очки

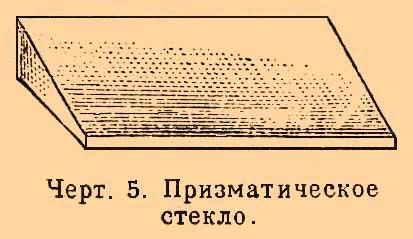
Призматическое стекло

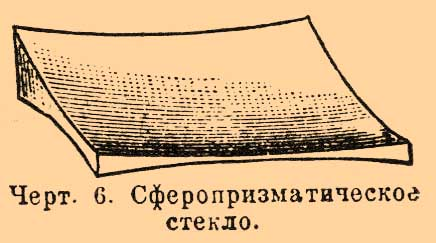
Сферопризматическое стекло

Призматические очки — это комбинация призматических и сферических стёкол. Пользование ими указано Креке, Дондерсом и Грефе. Их применяют главным образом при страданиях глазных мышц (косоглазие) и при некоторых неправильностях рефракции.
Также, сферопризматические очки с призмой, ориентированной основанием к носу и выпуклой (плюсовой) сферой могут применяться с целью профилактики и остановки прогрессирования миопии, лечения и профилактики псевдомиопии при длительной работе на близком расстоянии.

### Список сокращений
Все указанные исправления сферическими очками главных аномалий рефракции и пресбиопии мы свели в выше помещённую таблицу, пользуясь следующими обозначениями: Э — эмметропия, М — миопия, Г или Н — гиперметропия, П — пресбиопия, р. r. — punctum remotum, p. p. — punctum proximum, A — означает фокусное расстояние той воображаемой прибавочной линзы, которая как бы временно приставляется к передней поверхности хрусталика — при наибольшей аккомодации его для ясного видения ближайшей точки (р. р.), Pr — означает условно, по Дондерсу, степень пресбиопии, В — фокусное расстояние, на котором при пресбиопии желательно иметь р. h., Ac (As) — правильный астигматизм и, наконец, 1-й м., 2-й м. — главные меридианы глаза.

## Специальные виды очков

### Защитные очки
Защитные очки предназначены для предотвращения механического, светового, термического или химического поражения глаз, а также от действия ветра, воды и пыли.
- Очки для защиты глаз от механических повреждений чаще всего выполняют из прочной и вязкой пластмассы. Их применяют при работе с металлорежущим, деревообрабатывающим оборудованием, слесарным и садово-огородным инструментом.
- Очки для защиты глаз от светового поражения имеют светофильтры. Их применяют при сварочных работах, при работах с яркими источниками света, при работах с лазерами, при наблюдениях за ядерными взрывами и пуском ракет. Спектральная характеристика светофильтра подбирается в зависимости от характеристик излучения. Так очки для сварочных работ практически полностью поглощают сине-фиолетовые и ультрафиолетовые лучи, доля которых в спектре излучения электрической дуги максимальна, но относительно хорошо пропускают красные и жёлтые лучи, что позволяет сварщику видеть нагретый металл. Очки для защиты от лазерного излучения могут иметь монохроматические фильтры. Современные сварочные маски используют активные светофильтры на жидких кристаллах, которые включаются только при появлении опасного излучения.
- Очки для защиты глаз от термического поражения задерживают тепловое излучение и поток горячих газов. Применяются при работе с нагретыми телами: в металлургическом производстве, при стеклодувных работах.
- Очки для защиты глаз от химического поражения должны плотно прилегать к глазницам. Их материалы должны быть инертными к химическим реактивам, с которыми выполняется работа. Ранее для уплотнений применялась резина, сейчас почти повсеместно используются силиконовые материалы.
- Для защиты глаз от воды также применяются очки, плотно прилегающие к глазницам. Применяются при плавании, а также при работе на палубе судна в штормовую погоду.

### Очки для плавания
- Материал стёкол очков — обычно поликарбонат в качестве стекла и силикон в качестве уплотнителя и ремешка.
- Очки для плавания могут быть с диоптриями и без них. Диоптрии могут быть за счёт линзы или за счёт выпуклости, тогда диоптрии работают только под водой.
- Очки бывают тренировочные и стартовые. Разница — в силе прижимания к глазнице. Тренировочные удобнее носить долго, но и легче потерять при прыжке в воду или резком повороте. Но конструктивно разница весьма условна.
- Конструкция очков. Без уплотнителя вовсе называют «шведки» или «стекляшки», требуют тщательного подбора по форме головы. Но чаще жесткий корпус имеет мягкие силиконовые уплотнители по краю. Другой вариант: мягкий силиконовый корпус-уплотнитель с залитыми в него стёклами. Как правило, это тренировочные очки, легко принимающие форму глазницы при самом слабом прижимании.

### Солнцезащитные очки
Первые солнцезащитные очки использовались жителями Крайнего Севера и представляли собой куски древесной коры и другие материалы (в том числе кости) с прорезанными в них узкими щелями для глаз.

Очки солнцезащитные, мужские

Очки солнцезащитные, женские

Очки солнцезащитные, модель «Авиатор»

#### Цветные очки
Первыми дымчатые очки стали использовать китайцы, о чём есть ссылка в трактате Лью Чи XII века «Записки о часах досуга». Те очки делали из дымчатого кварца и сначала они использовались не для защиты глаз от солнца, а судьями, чтобы скрыть своё отношение к приговору во время его оглашения.
Цветные стёкла служат для защиты глаз от слишком яркого света. Прежде употребляли зелёные стёкла, но с тех пор, как оказалось, что они, пропуская самые яркие лучи спектра, меньше всего достигают цели, стали пользоваться серыми и синими стёклами. Серые дымчатые стёкла поглощают все цветные лучи почти одинаково; синие стёкла наиболее всего задерживают жёлтые и оранжевые лучи (наиболее яркие). Цветными делаются также сферические, цилиндрические и призматические.

#### Очки с пластиковыми линзами
Пластиковые цветные линзы удобнее стеклянных и безопаснее их, особенно при активном отдыхе. Предполагается, что пластик имеет слои, отражающие или поглощающие ультрафиолет. Однако чаще всего в них применяют дешёвые пластики, пропускающие ультрафиолетовое излучение. Такие очки солнцезащитными называть нельзя. Они усугубляют вредное воздействие ультрафиолетового излучения то есть причиняют глазу больший вред, чем их отсутствие вообще. Связан эффект усугубления с тем, что затемнение в видимой области приводит к расширению зрачка, а в расширенный зрачок соответственно проникнет большее количество ультрафиолетового излучения, чем в нерасширенный, без очков. В связи с этим, покупая солнцезащитные очки с пластиковыми линзами, нужно требовать проверки их эффективности в УФ диапазоне.

### Двухрамные подъёмные очки

Двухрамные подъёмные очки

Двухрамные подъёмные очки состоят из подъёмной рамы с одной парой линз и несущей рамы с другой парой линз (опционально), соединённых между собой с помощью четырёхзвенного механизма. Солнцезащитные очки на базе такой оправы не надо снимать/надевать при переходе от яркого света в тень и обратно. Для коррекции пресбиопии, если рассматривание вдаль не представляет затруднения для глаза, то плюсовые линзы можно поднять, а в случае, если пресбиопия осложняет имеющуюся миопию, то для взгляда вблизи поднимается рама с закреплёнными на ней минусовыми линзами. Если использовать дополнительную пару линз на неподвижной раме, то поднимая и опуская подвижную раму можно комбинировать линзы между собой.

### Поляризационные очки
Поляризационные очки — специальные очки для вождения автомобиля или для рыбалки. Их применение позволяет видеть под поверхностью воды при рыбалке, повысить комфорт водителя в условиях плохой видимости. Выпускают[кто?] очки бесцветные и самых разных оттенков жёлтого и коричневого, с диоптриями и без. Очки, в зависимости от угла отражения, уменьшают или вовсе предотвращают (угол Брюстера) эффект засветки от бликующего света, отражённого от неметаллических поверхностей (вода, волны, снег, лёд, мокрая дорога, стеклянные и окрашенные поверхности автомобилей). Поляризационные очки водителя уменьшают блики, делая изображение более контрастным. В остальном и внешне ничем не отличаются от солнцезащитных очков.
Принцип действия поляризационных очков основан на отсечении преимущественно поляризованного отражённого излучения. При езде на автомобиле отсекается излучение, отражённое от поверхности других автомобилей, а также от мокрой поверхности дорожного полотна. При ловле рыбы отсекается отражённое от поверхности воды излучение. Также для вождения используются хамелеоны, но они успевают реагировать на резкое изменение освещённости, например на въезд в туннель.

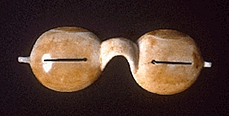
Солнцезащитные очки эскимосов из моржовой кости

### Дырчатые очки из тёмной пластмассы. Перфорированные очки
У северных народов существовали своеобразные «солнцезащитные очки», для предотвращения снежной слепоты. Оказалось, что такого типа дырчатые очки могут быть применены и для коррекции близорукости. Известно[кому?], что при наблюдении через небольшое отверстие (например, ирисовую диафрагму) чем меньше диаметр отверстия, тем больше глубина резкости. Человек может даже без хрусталика получать изображение приемлемого качества (см. камера-обскура). Перфорированные очки представляют собой набор маленьких отверстий в тёмной матрице. У этих очков есть недостаток — их нельзя носить постоянно, так как может ухудшиться бинокулярность зрения. Правильный режим ношения этих очков может способствовать расслаблению (отдыху) глазных мышц.

### Очки для просмотра стерео/3D фильмов
Для просмотра 3D фильмов разработаны очки, которые разделяют изображения, предназначенные для левого и правого глаза. Разделение может быть осуществлено светофильтрами или по поляризации. Каждый глаз видит только свою картинку, и человеческий мозг складывает из картинок объёмное изображение.

### «Умные» очки
В строгом смысле это не очки, а носимый компьютер, закрепляемый на голове. В зависимости от дизайна, они могут быть практически неотличимы от обычных очков или, напротив, могут быть совершенно на очки не похожими. Самым известным примером «умных» очков является Google Glass.

### Очки для защиты от излучения экрана
В XXI веке продаются и активно рекламируются очки, защищающие глаза от синей части спектра, их линзы представляют собой светофильтры, пропускающие длинноволновую часть видимого света (красно-жёлтую область спектра) и задерживающие коротковолновую (синюю, голубую).
Производители позиционируют такие очки как защищающие от якобы вредного синего излучения экранов компьютеров и смартфонов. Научные данные опровергают такие рекламные утверждения — свет, испускаемый подсветкой экранов не вредит глазам, а чтобы снизить нагрузку на глаза, нужно соблюдать общие санитарные рекомендации, относящиеся к работе с экранами: располагать экран на расстоянии около 25 см от глаз, соблюдать правило 20—20—20 (чередовать зрительную работу и аккомодационную тренировку глаз), избегать пересушивания роговицы (чаще моргать), обеспечить освещение рабочего места и подобрать контраст изображения, предпочитать очки контактным линзам при работе с экраном.

## Искажение восприятия лица
Очки для человека с высокими диоптриями близорукости или дальнозоркости приводят к искажению восприятия его лица другими — искажению видимого размера глаз и черт лица под очками.
При ношении очков для повышенной близорукости глаза кажутся маленькими и впавшими в лицо, и стороны черепа могут значительно проступать через линзы очков. Эти очки дают эффект очень крупной головы в контрасте с глазами. При повышенной дальнозоркости глаза кажутся очень большими по сравнению с лицом, а голова владельца будет казаться слишком маленькой.
Искажение восприятия лица может приводить к социальной стигматизации, влекущей трудности в отношениях с другими и к низкой самооценке владельца очков.
Замена очков на пластиковые с уменьшенной толщиной или мощные корректирующие контактные линзы может минимизировать искажения.